# Методология
Методологията е свързана от една страна с анализ на принципите и методите, правилата и постулатите, прилагани в една дисциплина, а от друга - със систематичното изследване на методите, които са или могат да бъдат приложени в тази дисциплина.